# Deividas Busma
Deividas Busma (nacido el 30 de marzo de 1987 en Klaipeda, Lituania) es un jugador de baloncesto de nacionalidad lituana que juega en las filas del Arkadia Traiskirchen Lions de la Admiral Basketball Bundesliga. Con 2.13 metros de estatura, juega en la posición de pívot.

## Trayectoria
Tras iniciar su formación en el Western Nebraska College, fue recultado por la Universidad de Idaho State, donde jugó para los Bengals en la División I de la NCAA y se graduó en 2010/11 con promedios de 11.6 puntos y 6.9 rebotes, lo que le valió una Honorable Mention entre los jugadores de su conferencia.
Terminado su ciclo universitario, firma en 2011/12 con el Basket Brescia Leonessa (Italia), debutando como profesional en la LegaDue, segunda categoría del país transalpino.
En las siguientes campañas disputó la LEB Oro española: La 2012/13, desde noviembre, con Clavijo (7.4 puntos y 4.7 rebotes de media); la 2013/14 con Melilla (5 puntos y 4.5 rebotes); y la 2014/15 con Ourense (10 puntos y 5.2 rebotes), club con el que logró el título de liga y el virtual ascenso a la Liga ACB. La temporada 2015/16 disputó la NM1 francesa con el Quimper UJAP promediando 12.7 puntos y 8.8 rebotes por partido hasta el mes de enero, cuando causa baja. 
En 2016/17 inicia la temporada en el Gunma Crane Thunders de la segunda división japonesa (16 partidos, 5.2 puntos y 4.9 rebotes) antes de regresar a España en febrero de 2017 con el Amics del Bàsquet Castelló de LEB Oro, donde promedió 8.5 puntos y 5.2 rebotes.
Inició la temporada 2017/18 en la Cibona de Zagreb, donde disputa siete partidos antes de incorporarse en febrero al Palencia Baloncesto, concluyendo la temporada con promedios de 6.1 puntos y 4.8 rebotes.
En 2018/19 se incorpora al Union La Rochelle de NM1 (tercera división francesa), donde disputa 18 encuentros y alcanza medias de 9.1 puntos y 4.1 rebotes.
En la temporada 2021-22, firma por el Rapla KK de la Latvian-Estonian Basketball League, pero solo jugaría un partido. En enero de 2022, firma por el Arkadia Traiskirchen Lions de la Admiral Basketball Bundesliga austriaca, donde acreditó 5.5 puntos y 2.5 rebotes.

## Clubes
- 2011-12  LEGA Due. Basket Brescia Leonessa
- 2012-13  LEB Oro. CB Clavijo
- 2013-14  LEB Oro. Melilla Baloncesto
- 2014-15  LEB Oro. Club Ourense Baloncesto
- 2015-16  Quimper UJAP
- 2016  Gunma Crane Thunders
- 2017  LEB Oro. Amics del Bàsquet Castelló
- 2017  Cibona Zagreb
- 2018  LEB Oro.Chocolates Trapa Palencia
- 2018-19  Union La Rochelle
- 2021  Rapla KK
- 2022-Act.  Arkadia Traiskirchen Lions